# Неелов, Василий Иванович
Васи́лий Ива́нович Нее́лов (1722—1782) — российский архитектор, представитель русского классицизма, романтизма и неоготики (28 декабря 1721 (8 января 1722) — 8 (19) января 1782, Царское Село) — архитектор русского классицизма. Отец архитекторов Ильи Васильевича и Петра Васильевича Нееловых.
Один из первых создателей пейзажных парков в России. Служил придворным архитектором Царского Села. Автор альбомов планов и фасадов сооружений Царского Села («Нееловские альбомы»).

## Биография
Василий Иванович Неелов родился 28 декабря 1721 (8 января 1722). Академического образования не получил. Обучался на практике у И. П. Давыдова и И. Я. Бланка. С 1741 года был помощником П. А. Трезини и М. Г. Земцова.
С 1744 года и до конца жизни работал в Конторе строения Царского Села помощником С. И. Чевакинского. Во время постройки Большого Царскосельского дворца состоял помощником Бартоломео Франческо Растрелли.
В 1760 году получил звание архитектора (согласно табелю о рангах: секунд-майора. Перестраивал ряд помещений Большого дворца, возводил парковые павильоны в новом, только входившем в моду английском пейзажном стиле сооружений, возводимых Чарлзом Камероном.
В 1770 году для обучения архитектуре и «паркостроению» Василий Иванович и его сын Пётр были направлены императрицей Екатериной II в Англию. Неелов Старший в том же году вернулся и продолжал работать в Царском Селе. На основе полученного опыта архитектор создал пейзажную часть Екатерининского парка и романтические постройки: Пирамида (1770—1771), неоготические Адмиралтейство и Эрмитажная кухня (1774—1776), «китайские» Малый и Большой капризы (1770—1774, месте с И. К. Герардом), Мраморный (Палладиев мост, или «Сибирская мраморная галерея» по образцам английских архитекторов-палладианцев (1772—1774).
Василий Неелов был зодчим раннего романтического классицизма. На берегу царскосельского пруда он возвёл «Адмиралтейство» (1773—1783) в романтическом стиле неоготики, отчасти по впечатлениям от западноевропейской архитектуры. В. Г. Власов в связи с этим писал о творчестве архитектора: «В этом здании голландский стиль, заставляющий вспомнить и петровское барокко, причудливо соединился с игрушечными башнями и декоративными готическими элементами. Постройки Неелова органично сочетались с английским пейзажным парком, столь любимым Екатериной, и „китайскими“ беседками, сооружёнными в подражание аналогичным английским на основе проектов А. Ринальди и рисунков Ю. Фельтена». Неелов также строил Китайскую деревню (1782—1798), продолженную Ч. Камероном.
Вместе с ним над созданием парка и его сооружений работали его сыновья Пётр и Илья. Скончался архитектор 8 (19) января 1782 в Царском Селе. Похоронен на Кузьминском кладбище рядом с Царским Селом, где до настоящего времени сохранился надгробный памятник с датами жизни архитектора.

## Сооружения архитектора в парке Царского Села

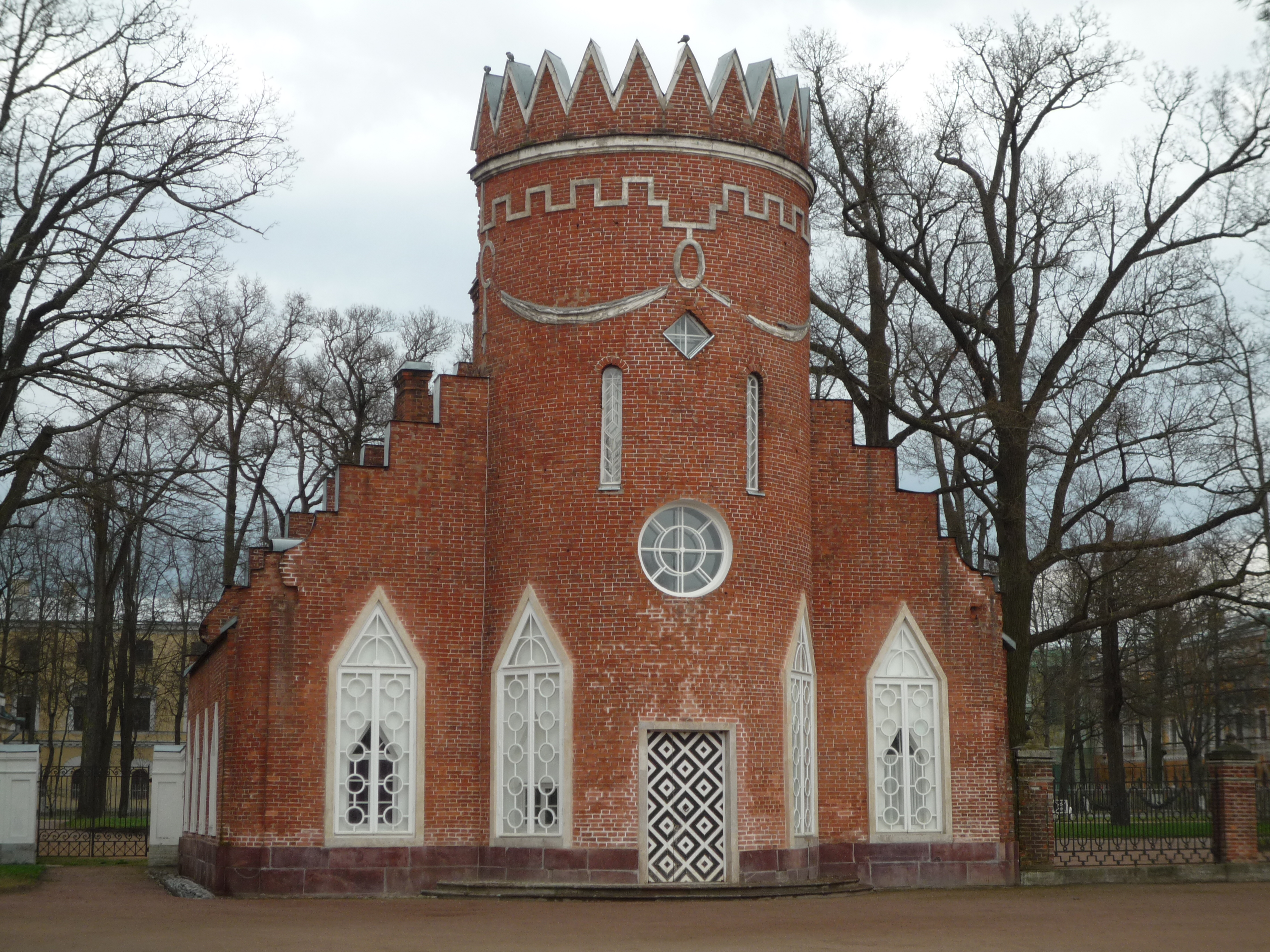
Адмиралтейство. 1773—1783
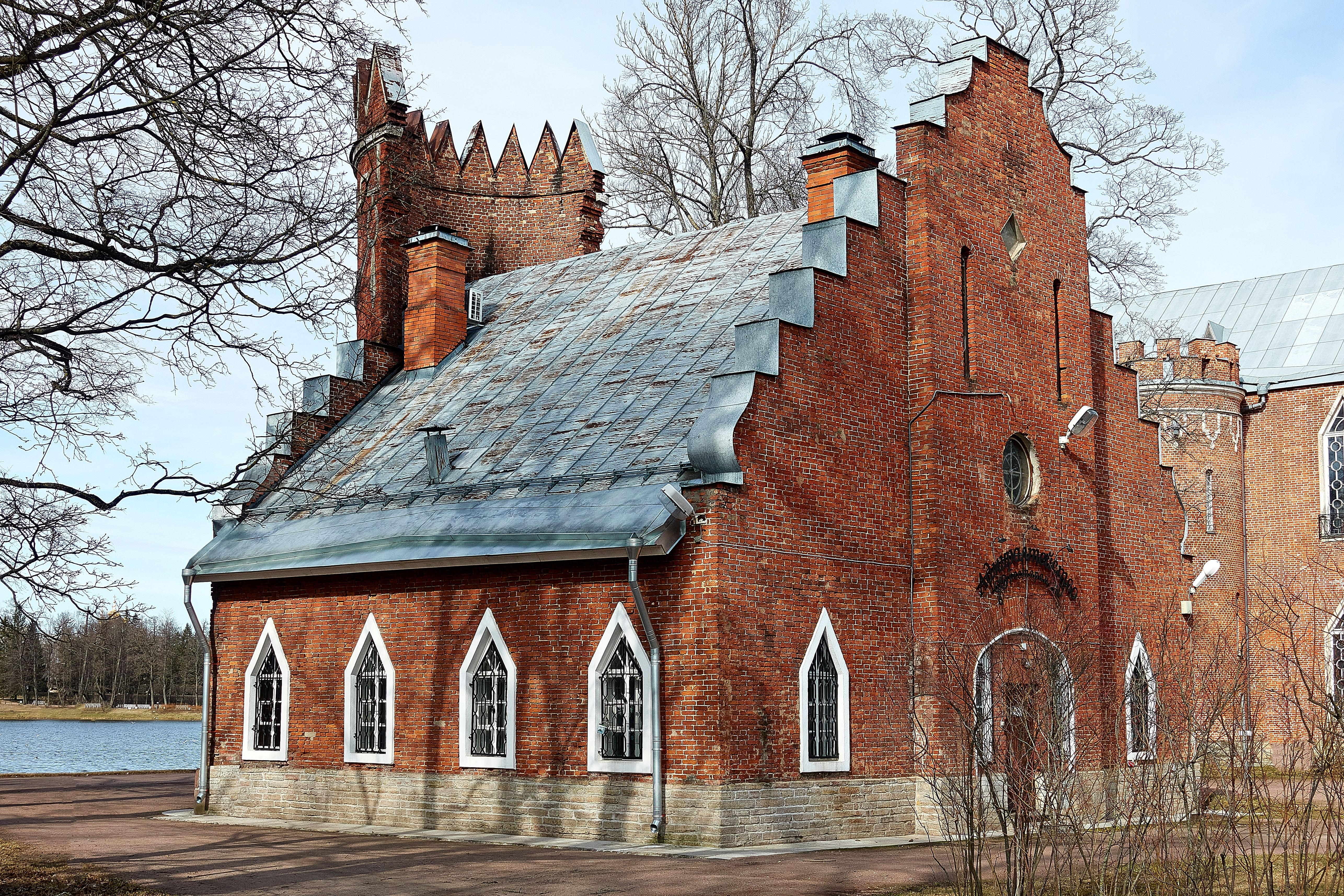
Птичный домик
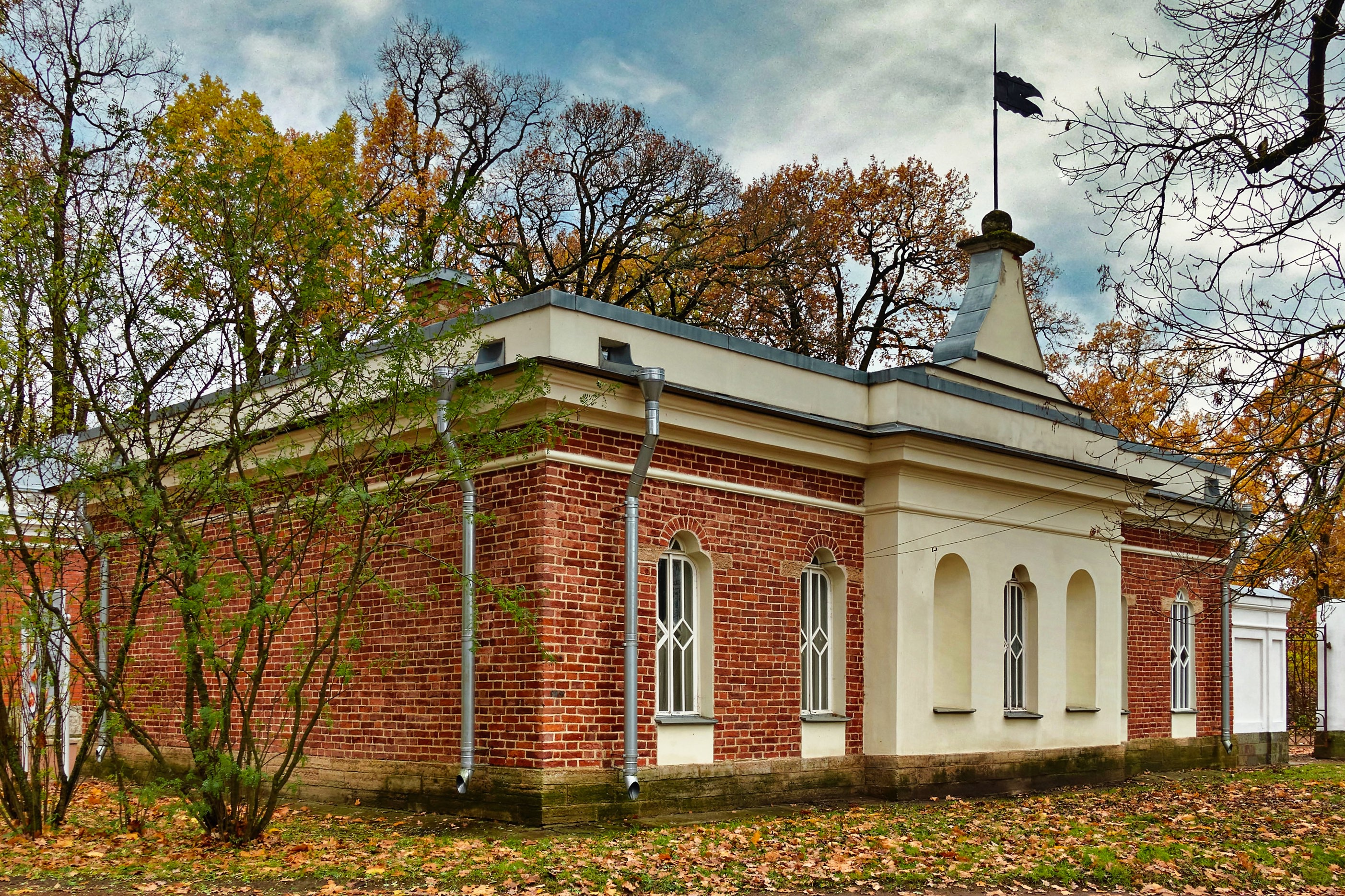
Матросский домик
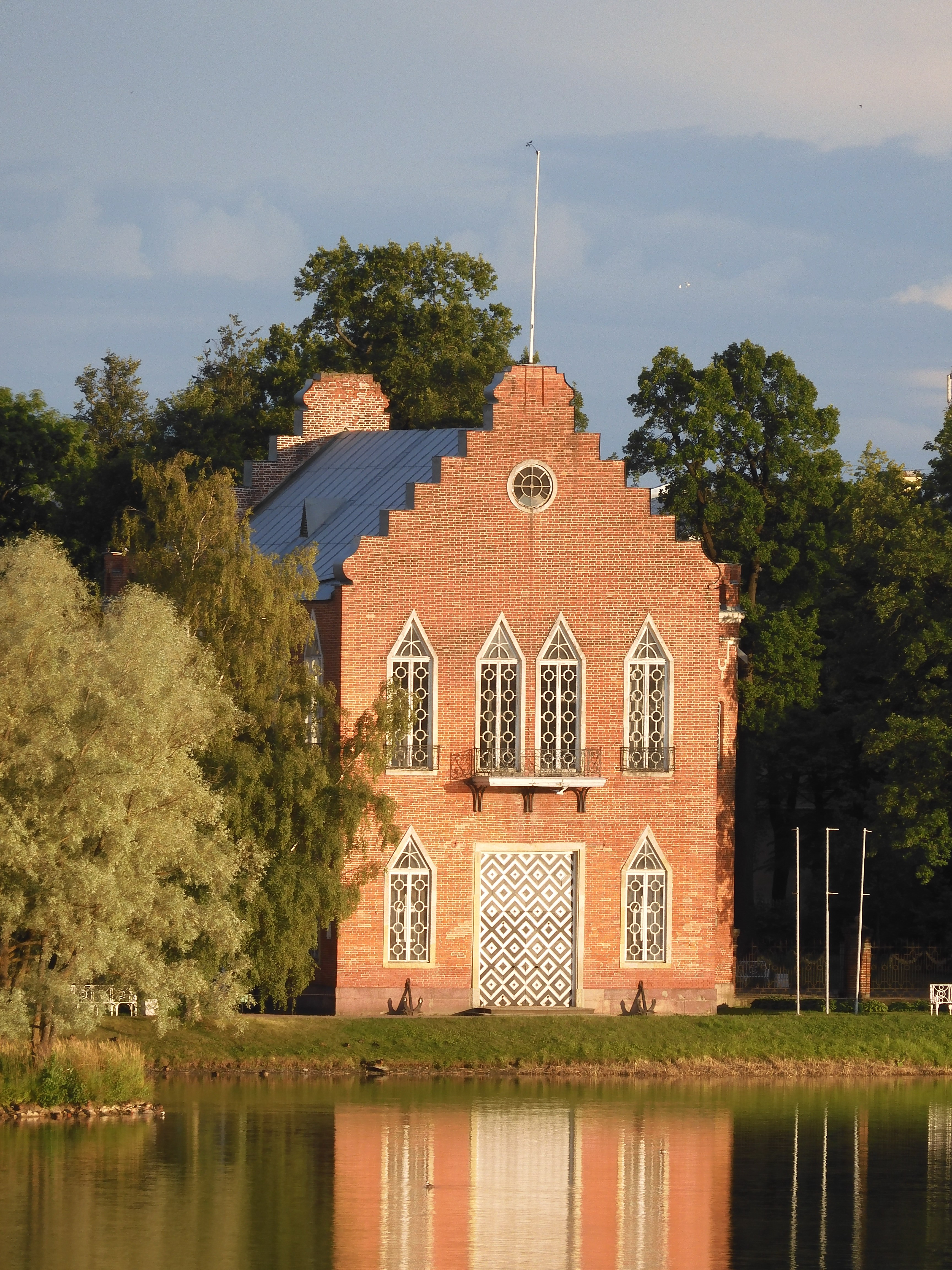
Адмиралтейство. Шлюпочный сарай
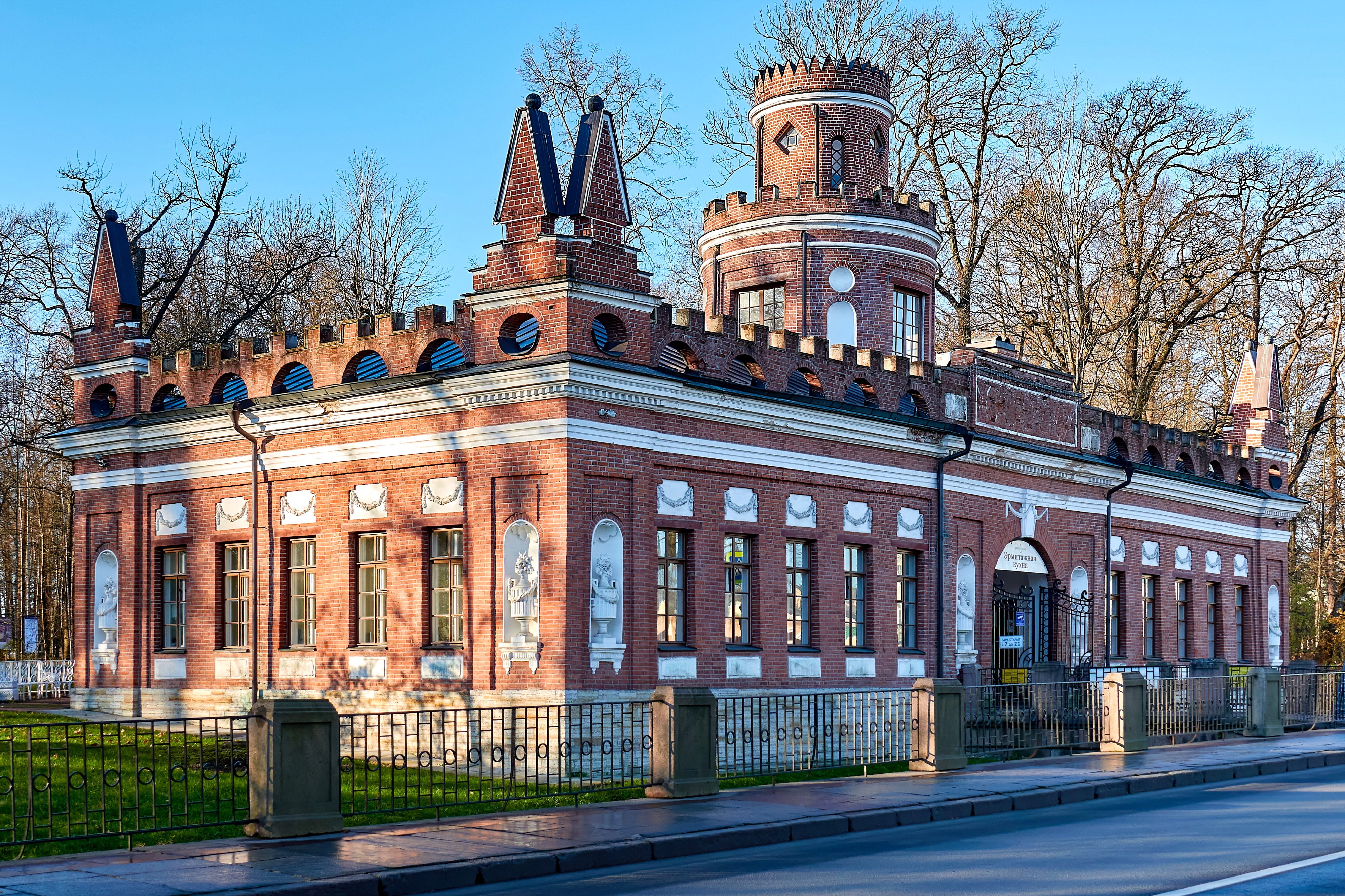
Эрмитажная кухня. 1775
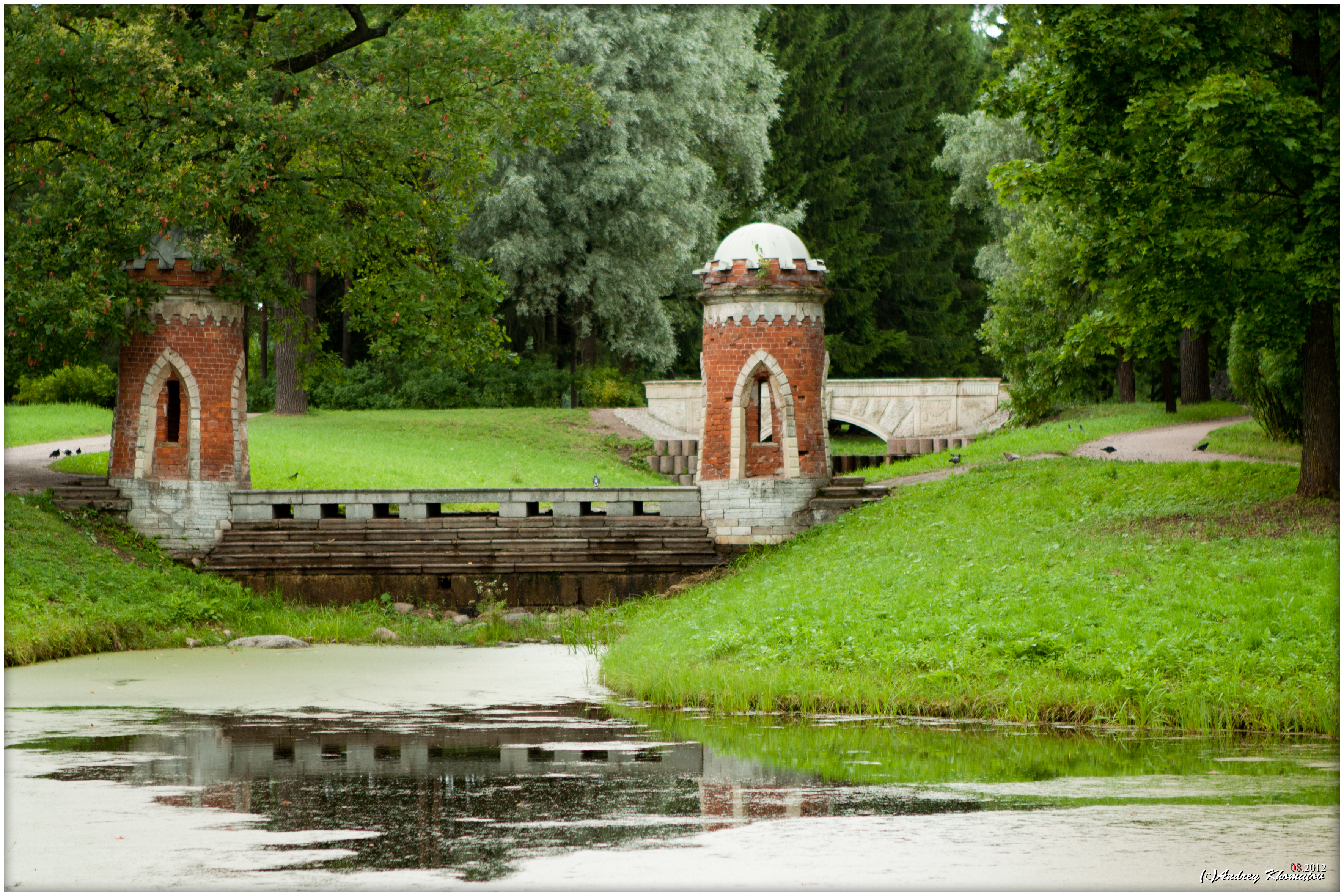
Турецкий (Красный) каскад. 1780-е гг.
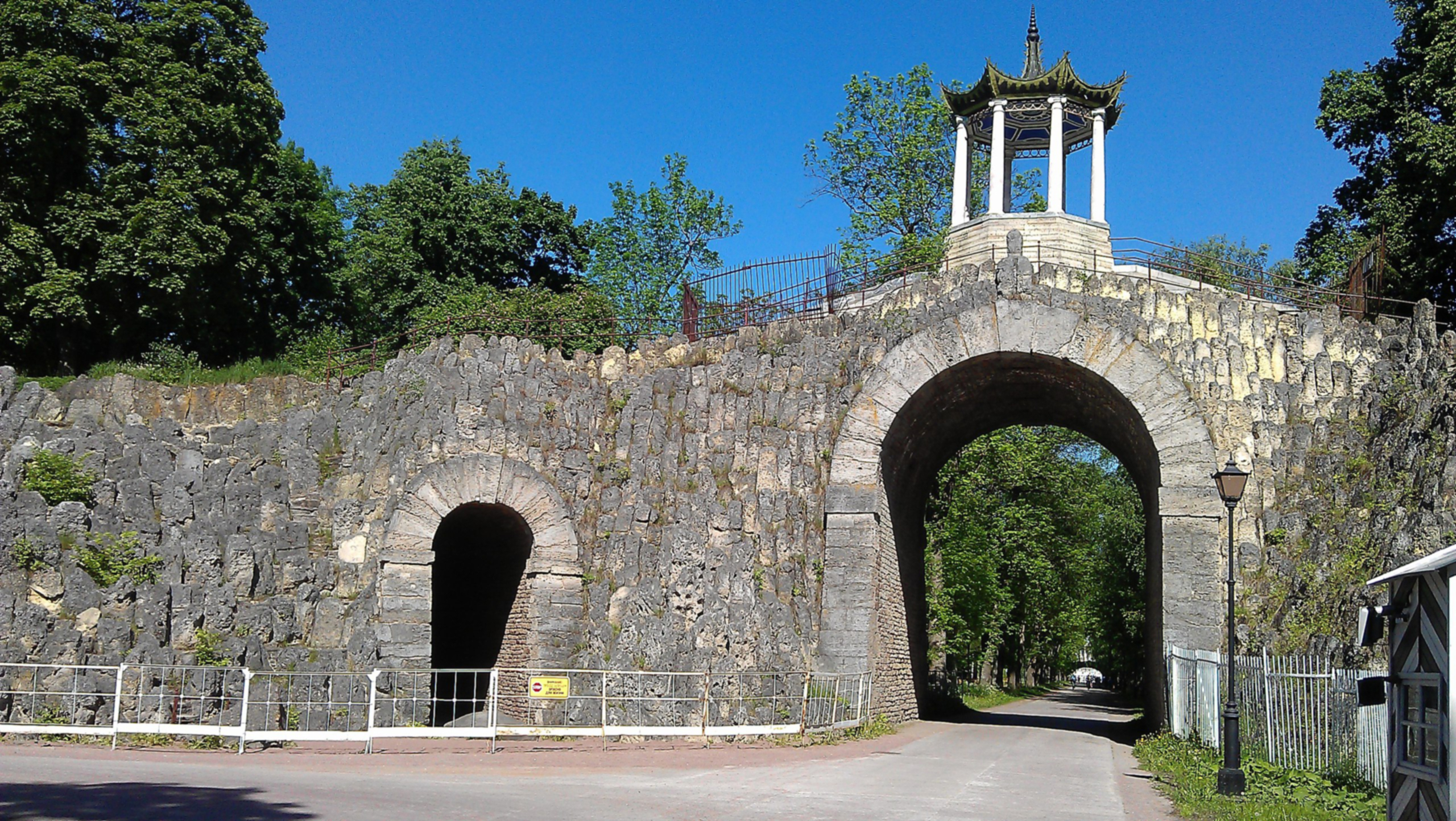
Большой каприз. 1770—1774
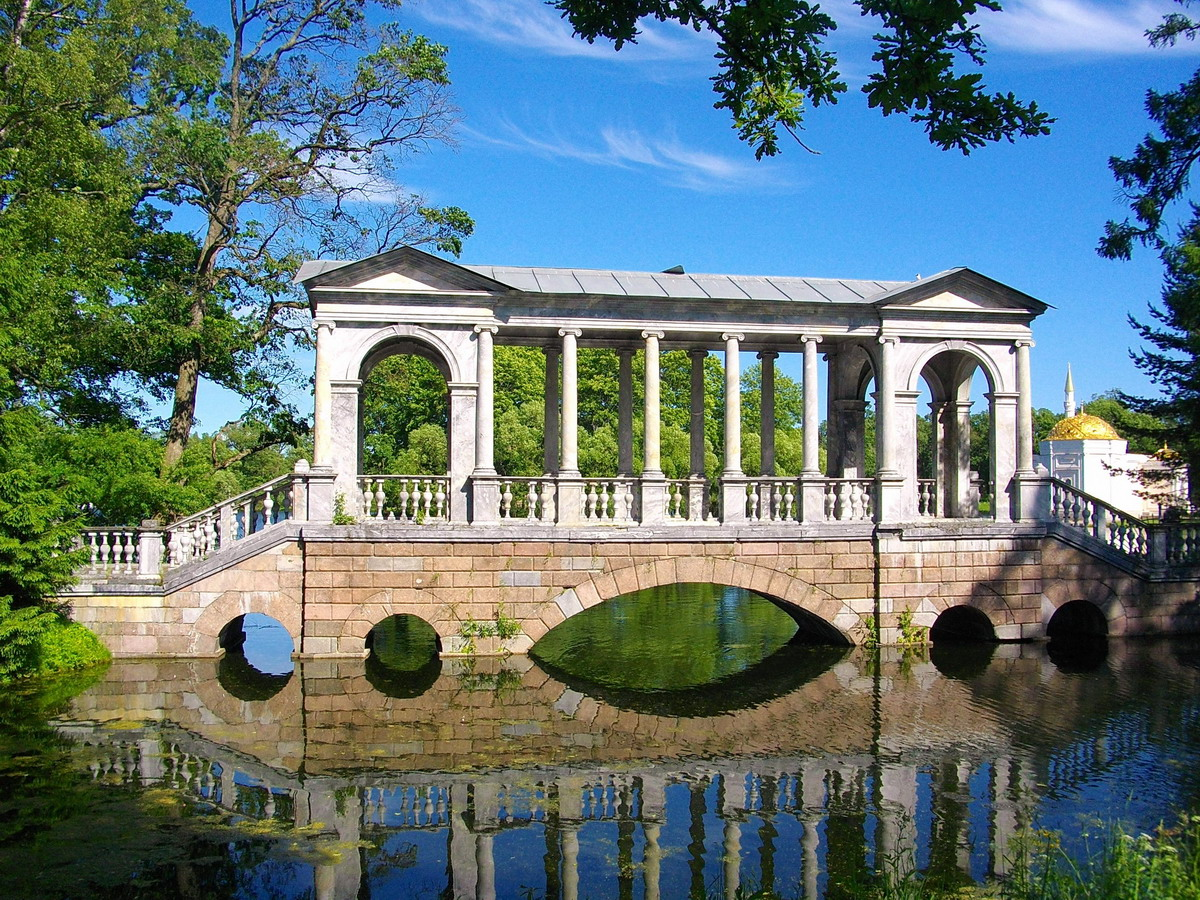
Мраморный (Палладиев) мост. 1770—1776

## Планы
- Первый план пейзажной части Екатерининского парка.
- Автор альбомов планов и фасадов сооружений Царского Села («Нееловские альбомы»).

## Проекты
- Пирамида (1770—1772) — не сохранилась, в 1774 году разобрана и заново отстроена Чарлзом Камероном.
- Большой и Малый каприз в Александровском парке (1770—1774) — вместе с инженером И. К. Герардом.
- Мраморный (Палладиев) мост (1770—1776).
- Адмиралтейство с «птичными корпусами» и Матросским домиком (1773—1783).
- Эрмитажная кухня (1775).
- Верхняя ванна (1777—1779) — вместе с сыном Ильёй.
- Крестовый мост (1779) — вместе с сыном Ильёй.
- Турецкий (Красный) каскад (1780-е годы) — совместно с инженером И. К. Герардом.
- Китайская деревня (1782—1798). Продолжено Чарлзом Камероном.